# Trichosteleum grosse-papillosum
Trichosteleum grosse-papillosum är en bladmossart som beskrevs av Jean Édouard Gabriel Narcisse Paris och Brotherus 1905. Trichosteleum grosse-papillosum ingår i släktet Trichosteleum och familjen Sematophyllaceae. Inga underarter finns listade i Catalogue of Life.